# Pauman Dániel
Pauman Dániel Máté (Vác, 1986. augusztus 13. –) olimpiai ezüstérmes magyar kajakozó.
Utánpótlás versenyzőként a Váci Hajó, majd a KSI versenyzője volt. 2003-ban ifjúsági világbajnok volt K4 500 méteren. 2004-ben ifjúsági Európa-bajnok lett K2 1000 méteren. A 2006-os U23-as vb-n két ezüstérmet ért el a négyesben. Ebben az évben már az MTK színeiben versenyzett. Felnőtt világversenyen 2008-ban indult először. Az Eb-n a kajak kettes 1000 méteres versenyben lett nyolcadik Tóth Dáviddal. Ugyanebben az évben az U23-as Eb-n negyedikek lettek ugyanezen a távon. 2009-ben négyesben U23-as Európa-bajnok volt.
2011-ben 5000 méteren hatodik lett a belgrádi Eb-n. Ugyanezen a távon a világbajnokságon kilencedik lett. 2012-ben a poznańi kvalifikációs versenyen nem sikerült olimpiai indulási jogot szereznie K1 1000 méteren. Az Eb-n négyesben indulhatott, amivel ötödik lett, majd augusztusban a londoni olimpián ugyanebben a számban ezüstérmet nyert. 2012 decemberében a Vasas SC-hez igazolt.
A 2013-as Európa-bajnokságon négyesben (Kammerer, Tóth, Kulifai, Pauman) bronzérmet nyert.

## Díjai, elismerései
- A Magyar Érdemrend lovagkeresztje (2012)